# مالک اژدر شریفی
حضرت حجت الاسلام والمسلمین مالک اژدر شریفی، رئیس کل سابق دادگستری استان آذربایجان شرقی و رئیس سابق شعبه ۴۳ دیوان عالی کشور بود. در اردیبهشت ماه سال ۱۳۹۴ مالک اژدر شریفی پس از ۸ سال ریاست بر دادگستری کل استان آذربایجان شرقی، جای خود را به حکمتعلی مظفری که پیش از این رئیس کل دادگستری استان مرکزی بود، داد و خود به ریاست شعبه ۴۳ دیوان عالی کشور منصوب گردید.ایشان درتاریخ ۱۴۰۳/۱۰/۱۱دعوت حق را لبیک گفتند وبه دیار باقی شتافتند.

## پرونده سکینه محمدی آشتیانی
پرونده سکینه محمدی آشتیانی جنجال برانگیزترین پرونده قضایی دوران ریاست مالک اژدر شریفی بر دادگستری آذربایجان شرقی به‌شمار می‌رود. واکنشهای جهانی به پرونده سکینه محمدی آشتیانی،

## تحریم اتحادیه اروپا
اتحادیه اروپا طی تصمیم مورخ ۲۳ فروردین ۱۳۹۰ (۱۳ آوریل ۲۰۱۱)، ۳۲ مقام ایرانی از جمله مالک اژدر شریفی را به دلیل نقشی که در نقض گسترده و شدید حقوق شهروندان ایرانی داشته‌اند، از ورود به کشورهای این اتحادیه محروم کرد. کلیه دارایی‌های این مقامات نیز در اروپا توقیف خواهد شد.

## موارد نقض حقوق بشر
بر اساس بیانیه اتحادیه اروپا، مالک اژدر شریفی در زمان تصدی ریاست کل دادگستری آذربایجان شرقی، مسئول برگزاری دادگاه سکینه محمدی آشتیانی بوده‌است.